# 谭丕创
谭丕创（1968年10月—），广西贵港人，汉族，中国共产党党员，中华人民共和国政治人物。现任广西壮族自治区人民政府副主席、中共柳州市委书记。

## 生平
2003年至2004年，任广西宁明县委常委、副县长。
2004年至2006年，任崇左市发展和计划委员会党组书记、副主任，市发展和改革委员会主任、党组书记（2004.12任）。2006年至2009年，任中共凭祥市委副书记、市长。2009年至2011年，任广西凭祥市委书记、期间亦兼任凭祥边境经济合作区工委书记。
2011年，任广西崇左市委副秘书长。2011年至2016年，任广西梧州市委常委、组织部部长。2016年至2017年，任广西百色市委常委，市政府副市长（2016.06任）、党组副书记。
2017年至2018年，任广西钦州市委常委，市政府副市长（2017.10任）、党组副书记。2018年2月至2021年3月，任广西钦州市委副书记，市人民政府市长、党组书记。2021年3月，任广西防城港市委书记。2024年5月，升任广西壮族自治区人民政府副主席，同年9月，不再兼任中共防城港市委书记。2024年9月27日，任柳州市委书记。